# Andromeda (Ballett, 1778)
Andromeda, befreyet von Perseus, durch Medusens Haupt ist ein von Anton Vigano geschriebes und am 24. Mai 1778 auf der Brünner Schaubühne uraufgeführtes pantomimisches Ballett-Libretto über die griechisch-mythologische Geschichte von Perseus und Andromeda. → Hauptartikel: Andromeda (Mythologie)
Das Stück besteht aus vier Aufzügen, in insgesamt 18 Auftritten.

## Verlauf

### Erster Aufzug
Das Theater zeigt einen Tempel des Neptun, in der Mitte steht ein Opfertisch, in der Ferne sieht man das Meer. Hofdamen und Ritter opfern Neptun. Kassiopeia stößt hinzu und spottet über die Andacht der Anwesenden, da sie selbst diese Opfer genauso wie Neptun verdiene. Die Anwesenden erschaudern angesichts dieses Frevels. Kepheus, Andromeda, Phineus und Gefolge stoßen hinzu. Es folgt allgemeine Heiterkeit angesichts der Verlobung von Phineus und Andromeda. Kepheus erneuert das Versprechen, woraufhin Phineus seine künftige Braut umarmt. Die Anwesenden verrichten ihre Opfer, außer Kassiopeia, die erneut zu spotten beginnt, woraufhin sich der Himmel verfinstert und Blitz und Donner vom Himmel zucken. In der Ferne taucht ein Ungeheuer im Meer auf und Kepheus gibt Kassiopeia die Schuld angesichts ihres Frevels. Alle wollen die Götter nun besänftigen, bis das Orakel verkündet, dass Andromeda zur Sühne sterben muss, es sei denn es gibt einen Helden, der bereit ist sie zu verteidigen. Doch Phineus, bei dem diese Aufgabe als Andromedas Verlobten liegen würde, entzieht sich dem, genau wie andere Männer. Sie verlassen die Anwesenden. Andromeda hingegen fasst Mut und verabschiedet sich von ihren Eltern, ehe sie mit den Priestern in den Tempel geht.

### Zweiter Aufzug
Ein Meerufer, auf einer Seite ein Felsen. Die Priester und Diener des Neptun führen Andromeda mit Blumenkränzen verziert, zum Opfer. Ihre Vertrauten begleiten sie. Phineus schlägt Andromeda vor, mit ihm zu fliehen, doch sie weist seinen Vorschlag verächtlich ab. Phineus will gewaltsam Andromeda daraufhin entführen, doch sie reißt sich von ihm los und kehrt zu ihren Eltern zurück und umarmt sie. Phineus entfernt sich beschämt mit seinen Männern. Tränenreich verabschieden sich Andromeda und ihre Eltern voneinander, Kassiopeia selbst bietet sich gar als Opfer an. Andromeda wird an den Felsen gebunden und die königlichen Eltern gehen wehmütig fort. Die Anwesenden erwarten Andromedas Opfertod, als Perseus mit seinem Gefolge erscheint. Albina und Arsene, zwei Vertraute Andromedas, erklären ihm die Situation. Perseus entscheidet sich Andromeda zu verteidigen. Das Meer schwillt an und das Ungeheuer nähert sich. Perseus greift es an führt einige Schwerthiebe aus, dann warnt er die Anwesenden wegzusehen und versteinert das Ungeheuer mit dem Haupt der Medusa. Perseus versteckt den Gorgonenkopf und bindet Andromeda von ihren Fesseln los, die sich ihm zu Füßen werfen will, doch er verhindert es. Bei ihrem genaueren Anblick entbrennt er in Liebe zu ihr.

### Dritter Aufzug
Königlicher Palast. Perseus führt Andromeda an der Hand zu ihren dankbaren Eltern zurück. Kepheus nimmt seine Krone ab und will sie Perseus samt seinem Königreich übergeben, doch dieser bittet stattdessen als Lohn um Andromedas Hand, dem Kepheus unter der Freude der Anwesenden zustimmt. Daraufhin erscheint Phineus und fordert Andromeda als seine ihm versprochene Braut zurück. Kepheus lehnt ab und geht samt seinen Gefolge, während Perseus von Phineus zurückgehalten wird. Es kommt zum Kampf der beiden und Phineus wird von Perseus geschlagen, doch sein Leben verschont. Perseus eilt dem König und seiner Geliebten nach. Albine, Arsene und andere Hofdamen trösten Phineus, im Bestreben seine Liebe zu gewinnen, doch Phineus lehnt wütend ihre Annäherungsversuche ab.

### Vierter Aufzug
Ein großer beleuchteter Saal im königlichen Palast in der Mitte eine prächtig gedeckte Tafel. Kepheus gibt seiner Tochter und Perseus die hochzeitlichen Becher, aus denen beide trinken. Es herrscht vergnügte Stimmung und wird getanzt. Es ertönt Waffengeklirr. Kepheus befiehlt den Frauen sich zu entfernen und geht ihnen fort. Perseus und seine Männer greifen zu den Waffe und es kommt zum Kampf, bis Perseus das Haupt der Medusa zückt und Phineus und seine Männer in Stein verwandelt. Kepheus, Kassiopeia, Andromeda und alle anderen kommen zusammen und danken Perseus, dass er sie erneut gerettet hat. Das Stück endet mit einem Freudentanz.

## Auftretende Personen
- Andromeda, Prinzessin von Aithopia
- Kepheus, Andromedas Vater, König von Aithopia.
- Kassiopeia, Andromeda Mutter, Königin von Aithopia
- Perseus, Sohn des Jupiter
- Phineus, Andromedas Verlobter
- Albine, eine Vertraute Andromedas
- Arsene, eine Vertraute Andromedas
- Hofdamen
- Ritter
- Krieger des Kepheus
- Krieger des Phineus
- Priester des Neptun
- Gefolge des Perseus